# Малов, Михаил Яковлевич
Михаи́л Я́ковлевич Малов (1790 — 1849, Москва) — русский правовед, профессор Московского университета.

## Биография
Родился в семье коллежского регистратора. В 1799 году поступил на казённый счёт в московскую университетскую гимназию; в 1804 году был переведён в Московскую губернскую гимназию. В 1808 году поступил в казённокоштные студенты отделения нравственных и политических наук Московского университета и окончил его в июле 1811 года со степенью кандидата.
По предписанию Совета университета начал преподавать всеобщую историю в университетской гимназии и, одновременно, исправлял должность секретаря нравственно-политического отделения Московского университета. С 1815 года — магистр богословия; 3 (15) апреля 1815 года защитил магистерскую диссертацию «Монархическое правление есть превосходное из всех других правлений». Во время защиты Малова кандидат этико-политических наук С. М. Семёнов (будущий декабрист, член Союза благоденствия) выступил против идей диссертанта, так что диспут принял политический характер.
В 1816—1819 годах был помощником инспектора студентов; в 1817 году назначен синдиком Правления университета.
Адъюнкт (c 1819), экстраординарный профессор (с 1828). Преподавал частное гражданское право «с применением к российским законам», уголовное право, «теорию российских прав», римское право. С 1825 года читал лекции по истории русского законодательства и о порядке дел гражданских и уголовных. На лекциях повторял идеи своего учителя профессора Л. А. Цветаева. С 1822 года он также преподавал в Московском воспитательном доме, Московском училище ордена Св. Екатерины, а в 1819—1822 годах ещё и в Благородном пансионе, где вёл курсы права, статистики и истории.
В 1831 году М. Я. Малов был уволен из Московского университета вследствие конфликта со студентами, так называемой «Маловской истории».
Умер 29 ноября 1849 года в Москве. Похоронен на Пятницком кладбище.

### Маловская история
В 1831 году М. Я. Малов был уволен из Московского университета, вследствие острого столкновения, произошедшего на его лекции 16 (28) марта 1831, когда студенты криками и топотом прогнали Малова из аудитории. Причиной конфликта были постоянные грубости Малова в адрес студентов.
Подробное описание произошедшего даёт в своих воспоминаниях Я. И. Костенецкий
Профессор Малов, как я уже писал выше, был олицетворённая глупость и ничтожество; но как он был всегда деликатен с нами даже до унижения, то мы терпеливо переносили его глупость. В это время он, из экстраординарных профессоров, был сделан ординарным, и как у глупых людей honores mutant mores («Почести меняют нравы» — лат.), то и Малов возгордился новым своим званием, и из кроткого и деликатного вдруг сделался строгим и грубым. В случае шума на его лекциях, он не только уже не просил нас униженно, как прежде, перестать шуметь, но стал грозить нам и требовать повелительно от вас тишины. Сначала, это нас сильно озадачило: мы не могли понять причины такой перемены, но не обращали на его важничанье никакого внимания и нисколько не боялись его угроз. Но однажды, когда мы, по обыкновению, начали шуметь на его лекции и не унимались от его строгих требований тишины, он вышел из терпения и забылся до того, что обругал нас “мальчишками” и ушёл с лекции. Негодование студентов за такое оскорбление было страшное. Такая брань от кого бы то ни было показалась бы нам очень обидною, тем более от такого осла, которого мы только и терпели за его снисходительность. Все студенты ходили взволнованные по аудитории, кричали, как смел такой дурак, как Малов, так оскорблять студентов, и ругали его всячески. Но весь этот шум и гам, вероятно, кончился бы ничем, если бы не нашелся коновод, который дал бы желанное направление этому движению, и этим коноводом явился я.
По моим неоднократным противодействиям дурным профессорам, студенты смотрели на меня как на человека, который не сносит оскорблений, и поэтому все обиженные дерзостью Малова начали сходиться ко мне и жаловаться мне на оскорбление, как бы ожидая от меня отмщения, и от этого я, как бы невольно, должен был принять на себя предлагаемую мне роль. Я ее принял и вот как устроил эту демонстрацию. Подходит, например, ко мне Топорнин и с сильным гневом высказывает свое огорчение.
—Ну, что ж, говорю я ему, я также этим сильно оскорблен! Давай на следующую лекцию прогоним Малова.
—Да что ж мы можем сделать только вдвоем?
—Да ты только скажи, согласен ли ты на это?
—Согласен.
—Ну, и хорошо!
Тоже самое я говорил Каменскому, и когда он согласился, тогда я, подозвав Топорнина, сказал им обоим: Ну, вот уже нас трое согласных прогнать с лекции Малова. Теперь разойдемся по аудитории, и каждый из нас должен секретно пригласить по десяти человек также согласных на это, и тогда поговорим, что дальше делать. Мы разошлись. Профессора, которому в это время следовало читать лекцию, не было; чрез полчаса мы опять сошлись, и каждый из нас имел уже десять товарищей, готовых действовать вместе с нами. В нашей аудитории, как я уже описывал, было три отделения впереди закрытых досками скамеек, и мы согласились, чтобы, в следующую Маловскую лекцию, каждый из нас со своими товарищами занял одно отделение: Топорнин — левый фланг, Каменский — центр, а я — правый фланг, первое от входа в аудиторию отделение, где и расселись бы по разным скамейкам и местам. Потом, когда явится Малов и начнет читать лекцию, то сидеть сначала смирно; а за пять минут до исхода часа лекции начинать шаркать по полу ногами и не переставать уже, что бы он ни говорил нам.
Вот в чем и должна была состоять вся наша грозная демонстрация. Более решительно ничего не предпринималось, и ежели случи лось несколько иначе, то это уже была не наша вина.... И как сравним ее с теперешними студенческими демонстрациями, то она является самою невинною детскою шалостью, над которою благоразумный профессор только бы посмеялся и нас же еще сконфузил бы. Но как Малов был решительно глуп, то из этой ничтожной шалости вышла, наконец, довольно важная и занимательная история. Удивляюсь, как наши Лазари, которые без сомнения знали о нашем замысле, не донесли об нем Малову; а знай он об этом, и не приди на следующую лекцию, предприятие наше на этот раз само собой рушилось бы, а потом мы охладели бы и раздумали. Но Лазари или в самом деле не донесли Малову, или же он, хотя н знал об этом, но, по своему высокомерию, пренебрег этой опасностью. Между тем слух о нашем намерении сделать скандал Малову распространился и между студентами других факультетов, особливо в словесном факультете, где у нас было много хороших товарищей, которые нам очень сочувствовали и обещали свою помощь; и ненависть к Малову вообще всех студентов, а в особенности необыкновенность такого единодушного действия студентов политического факультета, никогда до сих пор но бывалого между ними, возбудили всеобщий интерес и любопытство.
Настал желанный день. Мы все, сговорившиеся, как условились, так и расселись по отделениям скамеек. Является Малов; все встали, но никто из Лазарей не выскочил с места для поклонения ему. Он важно сел на кафедру, то есть на небольшое возвышение со столом и креслом и начал читать лекцию. Тишина царствовала глубокая, как на море перед бурей; только входная в аудиторию дверь часто отворялась, и в нее беспрестанно потихоньку входили студенты других отделений, которые и садились на скамейках моего Фланга, как ближайших к двери. Из словесного факультета пришли, сколько помню, Антонович, Почека, Оболенский, князь Оболенский, князь Гагарин, Закревский, Огарев; из математического Герцен, Диомид Пассек, Носков и проч. Не помню теперь, о чем была лекция, но я слушал ее внимательно. Чрез полчаса или более по содержанию лекции мне казалось, что вот, вот Малов скоро ее кончит, между тем как до часу много еще оставалось времени, и мне вдруг пришло на мысль: ну что ежели Малов кончит лекцию раньше, нежели за пять минут до своего часа, когда мы условились начинать шум, и уйдет из аудитории?... ведь наше предприятие тогда не удастся. Будучи поражен этою мыслью, я тотчас же посылаю адъютанта своего Михаила Розенгейма к начальникам боевой армии Топорнину и Каменскому с предложением, что, хотя ещё далеко до условленных пяти минут, но надобно непременно начинать уже. Розенгейм, пробираясь сзади скамеек, возвратился ко мне и передал, что Топорнин ни за что не соглашается и что нужно так делать, как условились. Боясь, чтобы Малов не ушел с лекции прежде нашей демонстрации и увидевши, что от подошедших словесников армия моя значительно увеличилась, я решился действовать сам со своими собственными силами, хотя бы другие отряды меня и не поддерживали....
Я сидел на передней скамейке. Сначала, желая только сделать как бы пробу, я потихоньку шаркнул ногой по полу; но едва я это сделал, как сзади у меня за скамейками поднялось такое шарканье ногами, какого я уже и не ожидал. Малов изумился. Он перестал читать лекцию и прислушивался к шарканью; но как оно не ослабевало и продолжалось сильнее, то он обратился к нашему отделению и начал нам что-то говорить. Мы тотчас перестали, но за этим последовало шарканье на левом фланге, где вероятно добрые товарищи не выдержали и не послушались Топорнина. Малов обращается направо к студентам и начинает им говорить; но там мгновенно все умолкает, и начинается шум в центре. Малов обращается к центру; там перестают шаркать, и начинает опять шуметь правый Фланг. Все это делалось как по команде. Малов видимо струсил. Сначала он грозил нам, а то вдруг смирился и начал петь перед нами Лазаря:
— Ну что я вам, милостивые государи, сделал? — говорил он. — За что вы на меня сердитесь? Помилуйте меня! Извините меня, если я вас чем оскорбил... оставьте все это!
Что мы не имели никакого другого намерения, как только пошуметь и этим заставить Малова пред нами смириться и извиниться, это доказывается тем, что мягкие его слова и извиняющаяся и униженная его физиономия сильно на нас подействовали, и мы мгновенно перестали шуметь.
Если бы Малов после этого ушел с лекции, то без сомнения и конец был бы нашей демонстрации. Но его, как говорится, лукавый попутал. Видя нашу покорность, он возгордился своею над нами победой и вдруг, как бы какой чёрт подучил его, он, обращаясь к нам с насмешкою, сказал:
— Ну что ж вы, милостивые государи, перестали? Что же вы не продолжаете? Продолжайте...
Эти слова его были искрой в порох. Едва он выговорил их, как все студенты вскочили с мест своих, начали ногами уже не шаркать, а колотить о передние доски скамеек, закричали на него: “Вон, вон!” ... и пустили уже в него кто шапкой, а кто книжкой. Он стремглав бросился из аудитории, едва успел схватить свою шубу и шапку и побежал через двор на улицу. Тут вслед ему студенты кричали, атукали как на зайца, ругали его, и когда он выбежал на улицу, то полетели в него и камешки, и толпа далеко по Тверской улице провожала его с гиканьем, бранью и атуканьем как дикого зверя.
После такого серьёзного уже скандала, несколько нас, человек десять из более ретивых и пылких участников, вечером, собрались в квартиру к студенту Почеке, и начали обсуждать, что нам теперь делать? Происшествие это уже до того озлобило нас против Малова, что мы решились заставить его совершенно оставить университет и, предполагая, что он на следующую лекцию опять явится в аудиторию, мы составили бумагу, в которой прописали все его нравственные и умственные недостатки и нанесённые им студентам обиды, за что требовали, чтобы он совершенно оставил университет и не являлся бы более на лекции, в противном случае грозили поступить с ним очень дурно, и кажется, угрожали даже его высечь! После этого, в час его лекции, эту бумагу положили в настольную книгу, в которой профессоры, обыкновенно пред началом чтения лекции, записывали её содержание, какая книга всегда лежала на профессорском столе и которую Малов развернув, тотчас бы увидел бумагу и, без сомнения, прочёл бы её. Чтобы этой бумаги не прочёл кто-либо из студентов, не участвовавших в нашем заговоре, и не утащил бы её или не уничтожил, мы все поочередно окружали стол и не допускали к ному никого из посторонних. Такое наше смелое поведение сильно озадачивало и пугало всех прочих студентов, которые, ничего не зная о нашем замысле, а между тем видя наши беспрестанные таинственные совещания, грозные лица и телодвижения... даже боялись нас, и этот наведенный нами страх был причиною, что даже самые приверженные к Малову Лазари не осмеливались ничего передавать ему об нас. Так грозно ждали мы Малова целый час... и, припоминая тогдашнюю нашу раздраженность и решительность, я думаю, что было бы ему очень дурно, если бы он явился на лекцию. Но он не явился.
По случаю этого события мы стали почти ежедневно собираться к Почеке для наших толков и рассуждений о дальнейших наших действиях... Давно уже это было, лет сорок тому назад, и поэтому не могу припомнить всех посетителей этих собраний. Кроме меня и Почеки были: Топорнин, Каменский, Антонович, Оболенский, Розенгейм, Ренегарт, Кольрейф, Огарев, и кажется, Герцен и проч., и что всего страннее, что на этих собраниях было больше студентов словесного факультета, нежели политического, до которого Маловское дело больше касалось.
Покамест не было для нас ещё никакой опасности, никого из нас не допрашивали, и не было никакого явного расследования. Но мы знали, что такое происшествие не может не иметь последствий, что Малов уже жаловался на студентов и что о нашем скандале производятся расспросы. Предполагая, что такого рода секретные сведения будут, без сомнения, неверны и для нас неблагоприятны, мы, на одном из Почекинских собраний, согласились написать письмо к попечителю университета, которым был тогда князь Сергей Михайлович Голицын, известный вельможа и любимец государя Николая Павловича, в котором письме решились изложит все причины нашего неудовольствия к Малову и все наши против него действия, какое письмо и было поручено написать Антоновичу (о, странная игра судьбы, нынешнему попечителю Киевского университета!). Когда Антонович написал письмо и прочитал, мы все были довольны, переписали его, но не подписывали, вложили в конверт, запечатали грошем, и потом задали себе вопрос, как же его отправить. Тогда в Москве еще не было городской почты, и Антонович вызвался сам отнести его. И вот на другой день рано утром, закутавшись в шинель, он принёс это письмо в дом князя Голицына и там отдал его какому-то, едва проснувшемуся лакею.
Письмо это было получено попечителем, и оно не только не оправдало бы нас в глазах начальства, но могло бы повредить нам ещё более самой Маловской демонстрации, как обнаружившее уже действие скопом, если бы Малов, к счастью нашему, сам не повредил своему делу. После сделанного ему скандала, вместо того чтобы донести о таком поступке студентов своему, университетскому начальству, он сделал донос шефу жандармов, в котором написал, что когда он начал читать лекцию о монархической власти, как о самом лучшем образе правления, то студенты, будучи недовольны такою его лекцией, сделали то-то и то-то. Государь, узнавши об этом, потребовал от Голицына сведения о таком происшествии и наказания виновных. Попечитель и всё университетское начальство, будучи очень недовольны таким глупым и подлым поступком Малова и удостоверясь из журнала, что в тот день читана была лекция Маловым вовсе не о монархической власти, а кажется о брачном союзе, и тут-то, приняв во внимание и наше письмо к попечителю, в котором так ясно были выставлены все дурные качества Малова, донесли Государю, что действительно студенты произвели шум на лекции Малова, но что это вовсе не было какой-либо политической манифестацией, а только выражением недовольства студентов к недостойному профессору за такие-то и такие его качества и поступки. Следствием этого было то, что Малова удалили из университета, с чем вместе он лишился преподавания уроков и в других учебных заведениях, за что он получал, как говорили, до двадцати тысяч ежегодного жалованья, а виновников беспорядка велено открыть и наказать.
Университетское начальство, разумеется, прежде всего обратилось к самому Малову, чтобы он назвал виновников сделанной ему обиды, и тут-то этот глупец ещё раз проявил свою мудрость. Не заметивши лично никого из шумевших студентов, он в своей глупой башке сделал такой вывод: весь этот беспорядок сделали ленивцы, а такими он считал тех, которые редко ходили на его лекции и, сделавши такое здравое умозаключение, он и назвал таких студентов; но когда их потом допрашивали, то они доказали, что они в то время даже и не были на лекции. Между прочим, некоторые Лазари доносили ему на меня. как на главного виновника.
— Нет, это быть не может, —отвечал Малов, — это прекрасный студент.
И меня не поставил в своём обвинении, за что мне, впоследствии, было очень против него совестно...
Такое разыскание виновных производилось несколько дней. Ежедневно призывали в правление для допроса по нескольку студентов и совершенно невинных; те, разумеется, оправдывали только себя, но никого другого не обвиняли, и начальство наше было в большом затруднении, не находя виновников беспорядка. Между тем, мы всё же собирались у Почеки. и тут-то, видя ясно, что начальство наше в этом деле совершенно приняло нашу сторону, но что оно поставлено в необходимость найти хотя кого-нибудь виновным, мы решились сами помочь ему в этом. Прежде всего, настоящие виновники беспорядка, я и другие, заявили, что мы пойдем в правление и объявим о нашей виновности; но друзья наши нас от этого удержали, представляя нам, что если мы это сделаем, то с нами, как с людьми не имеющими ни связей, ни родства, могут поступить очень строго, и мы сильно пострадаем (имелось в виду, что нас могут отдать в солдаты), и как мы ни противились такому совету, нас однако не допустили до самообвинения: а для этого вызвались четыре студента, люди богатые, с знатною роднёй и связями, которые поэтому были твердо уверены, что с ними ничего особенного не сделают и много, много, если их посадят в карцер. И на этом мы порешили. К сожалению моему, за давностью времени, ни я, ни Антонович, с которым мы часто говорим об этом времени, не можем вспомнить теперь всех доблестных юношей, с таким благородным самоотвержением взявших на себя чужую вину! Помню только Михаила Розенгейма, студента юридического факультета и моего хорошего приятеля. Не знаю, по родству ли, или по каким другим обстоятельствам, он был очень близок к тогдашнему Московскому главнокомандующему князю Голицыну. Другой студент был князь Андрей Оболенский, сын тогдашнего Калужского губернатора. Третьим был Герцен, как видно из воспоминаний г-жи Пассек. Не помню уже, каким образом они объявили о себе начальству; но кончилось всё это тем, что этих студентов велено было посадить на три или на четыре дня в карцер.

Так кончилась эта знаменитая Маловская история. Малова удалили из университета, а студентам почти-что ничего не сделали.
Кроме М. Розенгейма, А. Оболенского и А. Герцена в карцер были посажены И. А. Арапетов, В. О. Орлов и П. Каменский.
Профессор Х. И. Лодер характеризовал Малова как «человека без всяких сведений и грубого обращения». Впрочем и помощник попечителя университета А. Н. Панин в записке на имя министра в 1831 году писал о Малове, что тот «мало чести делает университету», а попечитель Московского университета признал, что «Малов излишней взыскательностью и неприличным обращением вооружил против себя студентов», и заявил ему о необходимости уйти в отставку, с чем тот был вынужден согласиться. «Маловская история» стала первым проявлением студенческого движения в Московском университете, в котором студенты в итоге одержали верх, поскольку добились удаления неугодного профессора.